# Ґаба (чай)

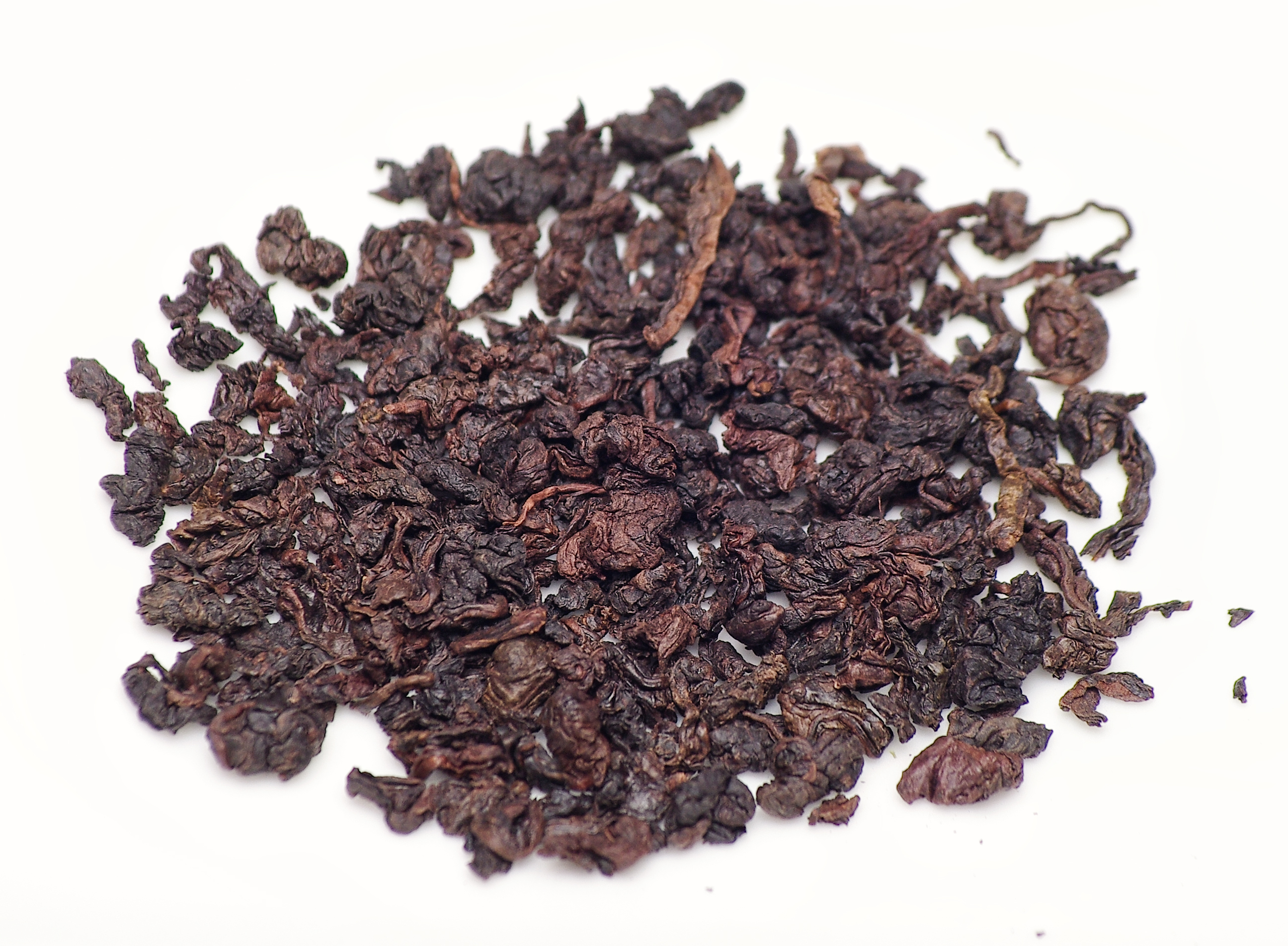
Чай GABA

GABA чай (інші назви: Gabaron, Jing Bai Long cha, кит.: 佳叶龙茶) — спеціально оброблений чай, що має високий вміст ГАМК (головного гальмівного нейромедіатора ЦНС у чайному листі. Під час обробки чайне листя перебуває в безкисневій азотній камері.
Цей спосіб обробки чаю було розроблено в Японії у 1984 році колишнім Національним дослідницьким інститутом чаю MAFF (зараз Національний інститут овочівництва та чаю). Доктор Цусіда та його співробітники з MAFF почали розробку багатого на ГАМК чаю у 1984 році та створили новий тип, де майже вся глутамінова кислота перетворювалася на ГАМК без зміни катехіну чи кофеїну. Було виявлено, що велика кількість ГАМК накопичується в зеленому чаї через 6-10 годин в безкисневій азотній камері. Додаткові дослідження вмісту ГАМК у зеленому, улунному та чорному чаях, виготовлених у таких анаеробних умовах, виявили, що ГАМК накопичується у всіх чаях.
Наприкінці 1980-х років GABA-чай у Японії продавали як продукт для людей із гіпертонією. Науковці виявили, що хімічно синтезована ГАМК знижує артеріальний тиск у тварин і людей. Подальші дослідження показали, що ГАМК-чай також може знижувати артеріальний тиск у піддослідних тварин і людей.
GABA-улун з Тайваню є іншим поширеним типом ГАМК-чаю.

### Дія GABA-чаю
Традиційно вважалося, що ГАМК зовнішнього походження не проникає через гематоенцефалічний бар'єр, однак пізніші дослідження вказують, що це можливо, або що екзогенна ГАМК (тобто у формі харчових добавок) може чинити ГАМК-ергічний вплив на ентеричну нервову систему, яка, в свою чергу, стимулює ендогенне виробництво ГАМК.
Деякі дослідження показали, що споживання GABA-чаю також може зменшити стрес. Огляд 2020 року в Frontiers in Neuroscience показав, що пероральний прийом ГАМК «може сприятливо впливати на стрес і сон», але також заявив, що необхідні подальші дослідження.